# Маракаибо
Маракаибо (шп. Maracaibo, првобитно име Nueva Zamora de la Laguna de Maracaibo) је лучки град на језеру Маракаибо. Главни је град државе Зулија на северозападу јужноамеричке државе Венецуела. Град има око 2 милиона становника, други је по величини град у Венецуели (после Каракаса), и један је од највећих градова карипског региона.
Град је основан 8. септембра 1529. Универзитет Зулије је основан 1891. и највећи је од 5 државних и приватних универзитета у граду. 
Међународни аеродром се налази 15 km југозападно од града (међународна ознака MAR). 
Овде се налази Позориште Баралт.

## Географија
Град се налази на крајњем западу Венецуеле, око 80 km од границе са Колумбијом, и на обали канала који повезује Језеро Маракаибо са Карипским морем. Преко канала се протеже мост дуг 9 km. 
Велики део венецуеланског извоза нафте се обавља преко луке Маракаибо. 

### Клима
Клима у граду је полусушна, а дневне температуре су између 29 и 32°C током целе године. Маракаибо је најтоплији град Венецуеле, а кишни период траје од септембра до новембра. 

## Становништво
| 1981.   | 1990.     | 2011.     |
| ------- | --------- | --------- |
| 890.653 | 1.249.670 | 1.943.901 |

## Партнерски градови
- Њу Орлеанс
- Кфар Сава
- Плоешти
- Бремен
- Дурбан
- Сан Хуан
- Мексико Сити
- Сантијаго де Куба
- Округ Хонолулу